# Scarda
Scarda (in croato Škarda) è un'isola della Croazia situata a sudest di Premuda, poco a ovest-nordovest di Isto e a ovest di Pago.
Amministrativamente appartiene alla città di Zara, nella regione zaratina e fa parte delle isole Liburniche meridionali.

## Geografia fisica
Scarda è situata nella parte occidentale dell'arcipelago delle isole Liburniche meridionali; è bagnata a ovest dal mar Adriatico, a sudest dalla Bocca di Scarda che la separa da Isto, a est dalla parte meridionale del canale di Selve (Silbanski kanal) e a nordovest dalla bocca di Premuda (Premudska vrata) che la separa dall'isola omonima. Da quest'ultima dista 1,9 km e 740 m da Isto. Nel punto più ravvicinato, punta Darchio (Artić) nel comune di Brevilacqua, dista dalla terraferma 30,8 km.
Scarda è un'isola dalla forma irregolare, orientata in direzione nordovest-sudest, che misura 3,41 km di lunghezza e 1,715 km di larghezza massima. Ha una superficie di 3,782 m² e uno sviluppo costiero di 12,322 km. A sudest, sull'altura Cimbel (Vela Čimbel), raggiunge un'elevazione massima di 102,3 m s.l.m..
Le estremità dell'isola sono: rt Glavica a nord, punta Cimbelic o punta Cimpel (rt Čimbelić) a est, punta Satrana (rt Satrin) a sud e punta Secca o punta Blata (Suhi rt) a ovest.

### Coste
Lungo le coste di Scarda si alternano insenature di diversa dimensione, promontori e una piccola penisola che termina con punta Cimbelic.
Tra i promontori, oltre alle già citate estremità, sono degni di nota:
- rt Varšovnik[11], punta al centro della costa settentrionale;
- Trišćeni rt[11], punta situata tra la precedente e punta Cimbelic;

Le insenature principali sono invece:
- valle Trade[1], valle Trattarizza[24] o Trate[25] (uvala Trate)[11], insenatura nella parte settentrionale dell'isola su cui si affaccia il villaggio di Scarda;
- valle Griparizza[1][6][26][27] o valle Grisparizza[7] (uvala Griparica)[11], insenatura stretta e profonda che si apre verso sudest;
- Bočina[11], insenatura lungo la costa meridionale di Scarda, a ovest di punta Satrana;
- valle Loisca[1] (uvala Lojišće)[11], insenatura al centro della costa meridionale, sul lato opposto rispetto a valle Trata;
- uvala Kalješina[11], insenature nella parte nordoccidentale di Scarda;
- uvala Blato[11], insenatura situata a nordovest, tra punta Secca e rt Glavica.

### Orografia
La parte nordoccidentale di Scarda è più bassa del resto dell'isola e raggiunge al massimo i 23,7 m s.l.m. nei pressi di valle Loisca. Al centro si innalzano invece la collina Straža (75 m) e la Trišćen (63 m), mentre a sud si trova la collina Puntalić (62 m). A sudest si trova il già citato monte Cimbel, punto più alto dell'isola.

### Isole adiacenti
- Isto (Ist), isola situata 740 m a est di Scarda, oltre la bocca di Scarda.

## Geografia antropica
A causa del forte spopolamento subito negli anni '90, l'unico villaggio, omonimo dell'isola e situato nel nord, contava soli 4 abitanti al censimento del 2001.

### Cartografia
- (HR) Mappa topografica della Croazia 1:25000, su preglednik.arkod.hr.
- Carta di cabottaggio del mare Adriatico, foglio V, Milano, Istituto geografico militare, 1822-1824. URL consultato il 5 maggio 2017 (archiviato dall'url originale il 23 agosto 2021).
- G. Giani, Carta prospettiva delle Comuni censuarie della Dalmazia, foglio 2, 1839. Fondo Miscellanea cartografica catastale, Archivio di Stato di Trieste.